# 上海市第一中级人民法院

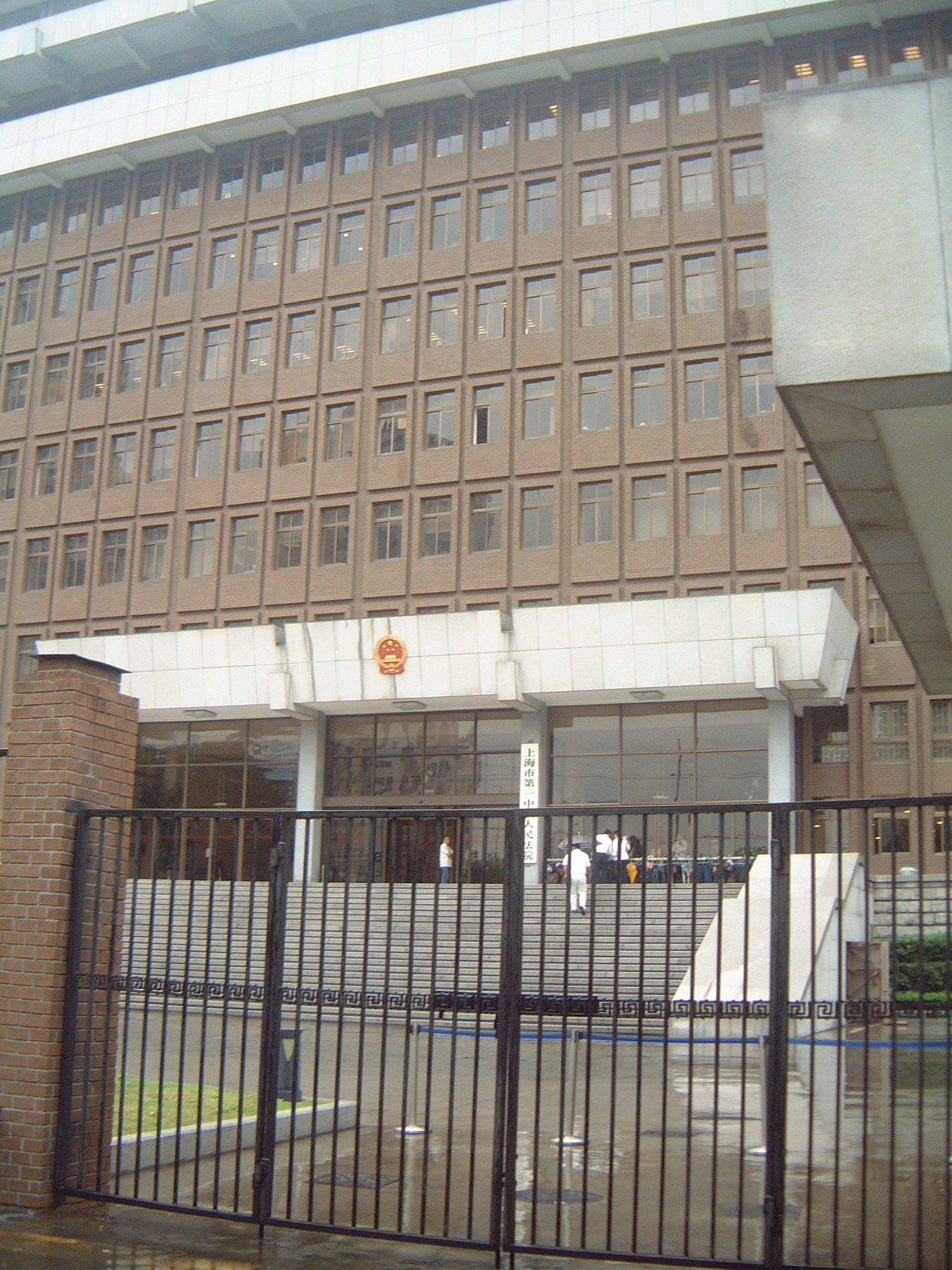
上海市第一中级人民法院

上海市第一中级人民法院（简称：上海市一中院、上海一中院、沪一中院；发文机关代字：沪一中）是中华人民共和国上海市的一所中级人民法院，位于上海市长宁区虹桥路1200号。

## 沿革
上海市第一中级人民法院于1995年7月1日经上海市人民代表大会常务委员会批准设立。
上海市第一中级人民法院是1995年7月1日在原上海市中级人民法院“撤一建二”的基础上建立的，坐落于长宁区虹桥路1200号。上海市第一中级人民法院现设有立案庭、刑事、民事、民商、金融、行政审判庭，审判监督庭、申诉审查庭、未成年人案件综合审判庭、执行局、执行裁判庭、审管办、研究室、法警支队等17个审判业务部门；此外还设有办公室、政治部、监察室等3个司法行政部门。上海市第一中级人民法院下辖浦东新区人民法院、徐汇区人民法院、闵行区人民法院、长宁区人民法院、松江区人民法院、奉贤区人民法院、金山区人民法院等7家基层法院。上海市第一中级人民法院受理的案件主要包括一二审案件，且以二审案件为主。刑事一审案件主要包括可能判处无期徒刑、死刑的案件等；民事一审案件主要包括诉讼标的金额为人民币1亿元以上的案件等；行政一审案件主要包括对辖区人民政府所作的具体行政行为提起诉讼的案件等。二审案件是当事人不服本辖区基层法院审判决、裁定提出上诉的刑事、民事、行政案件。

## 机构设置
2018年人民法院内设机构改革后，上海市第一中级人民法院设有以下审判业务部门和司法行政部门：
- 办公室
- 政治部（机关党委、督察室）
- 立案庭（诉讼服务中心、诉调对接中心、信访办公室）
- 刑事审判庭
- 民事审判庭（环境资源审判庭、执行裁判庭）
- 商事审判庭
- 行政审判庭（赔偿委员会办公室）
- 未成年人与家事案件综合审判庭
- 执行局
- 申诉审查及审判监督庭
- 研究室（审判管理办公室）
- 司法行政装备处（信息管理处）
- 法警支队

## 知名案例
- 2004年6月1日，上海市第一中级人民法院对周正毅案作出一审判决，周正毅被以操纵证券交易价格罪判处有期徒刑两年零六个月、以虚报注册资本罪判处有期徒刑一年，决定执行有期徒刑三年。刑期由被公安机关逮捕之日计起。
- 2010年3月29日，上海市第一中级人民法院对力拓案作出一审判决，胡士泰、王勇、葛民强、刘才魁等人因非国家工作人员受贿罪、侵犯商业秘密罪获有期徒刑7至10年不等。[2]
- 2017年5月2日，上海市第一中级人民法院对原安徽省人民政府副省长杨振超案作出一审判决，法院认定杨振超受贿8084万，非法占有价值115万，滥用职权造成损失9.15亿人民币。法院决定以受贿罪、贪污罪、滥用职权罪数罪并罚，判处无期徒刑，剥夺政治权利终身，并处没收个人全部财产。
- 2017年6月2日，上海市第一中级人民法院对上海市政府原副秘书长戴海波受贿、隐瞒境外存款案作出一审判决，戴海波以受贿罪被判有期徒刑八年六个月，并处罚金人民币二百万元；以隐瞒境外存款罪被判有期徒刑一年，决定执行有期徒刑九年，并处罚金人民币二百万元；戴海波受贿违法所得被依法没收。
- 2018年9月25、26日，上海市第一中级人民法院对“快鹿系”集资诈骗案进行一审。此案非法集资数额达400亿，投资人实际损失过百亿。在2015年来的网络借贷产生的非法集资案中，非法集资数额仅次于e租宝。
- 2019年5月23日，上海市第一中级人民法院对“6·28”浦北路持刀杀人案一审宣判，以故意杀人罪判处黄一川死刑，剥夺政治权利终身。
- 2021年8月12日，上海市第一中级人民法院对工商银行上海分行原行长顾国明受贿1.36亿案作出判决，以受贿罪判处无期徒刑，剥夺政治权利终身，并处没收个人全部财产。

## 辖区基层人民法院
- 上海市浦东新区人民法院
- 上海市徐汇区人民法院
- 上海市长宁区人民法院
- 上海市闵行区人民法院
- 上海市松江区人民法院
- 上海市金山区人民法院
- 上海市奉贤区人民法院